# Dechawat Poomjaeng
Dechawat Poomjaeng (taj.: เดชาวัต พุ่มแจ้ง Dechāwạt Phùmcæ̂ng, ur. 11 lipca 1978) – tajski snookerzysta.

## Kariera
W swojej karierze trzykrotnie doszedł do 1/16 turniejów rankingowych, w tym raz podczas MŚ w 2013 roku.
W 2010 roku zdobył brązowy medal na Igrzyskach Azjatyckich (po porażce w półfinale 3:4 z Ding Junhui).

## Życie prywatne
Mieszka w Sheffield, gdzie trenuje z innymi tajskimi zawodnikami, między innymi z Jamesem Wattaną, którego „traktuje jak brata”. Ma żonę i córkę.